# Konferenz der Kirchen am Rhein
Die Konferenz der Kirchen am Rhein (KKR) (französisch: Conférence des Églises riveraines du Rhin – CERR) wurde 1961 im Elsass  gegründet. Sie entstand aus der grenzüberschreitenden Versöhnungsarbeit von Evangelischen Kirchen am Oberrhein. Daraus erwuchs eine europäische konzeptionelle Arbeit von mittlerweile sechs Ländern längs des Rheins (und der Mosel). Sie ist eine der Keimzellen der Gemeinschaft Evangelischer Kirchen in Europa (GEKE).

## Entstehung
Schon zwölf Jahre vor der Unterzeichnung der Leuenberger Konkordie, durch die die nachmalige GEKE 1973 entstand, hatte sich entlang des Rheins ein Zusammenschluss von Kirchen gebildet, der innerprotestantische grenzüberschreitende Ökumene anstrebte. Der Rhein sollte aus einem Grenzfluss zum Symbol der Versöhnung in Europa werden. Die Tagung 1961 im Château du Liebfrauenberg in Gœrsdorf war anfangs nicht zur Fortsetzung gedacht, hatte sich aber als so produktiv erwiesen, dass man für die Zukunft plante. Es bildeten sich drei Schwerpunkte heraus: jährliche Konferenzen der Vertreter der Kirchenleitungen zu aktuellen europäischen Themen (mit ihrer Möglichkeit zur Begegnung und zum Austausch), Planung gemeinsamer grenzüberschreitender Projekte und (Ende der 1970er) Einrichtung und Betrieb eines Ökumenischen Sekretariats bei den Europäischen Institutionen in Straßburg.

## Mitglieder
- Deutschland:

1. Evangelische Landeskirche in Baden
2. Evangelische Kirche in Hessen und Nassau
3. Evangelische Kirche der Pfalz
4. Evangelische Kirche im Rheinland
5. Evangelische Landeskirche in Württemberg

- Frankreich:

1. Protestantische Kirche Augsburgischen Bekenntnisses von Elsass und Lothringen
2. Reformierte Kirche von Elsass und Lothringen

- Österreich:

1. Evangelische Kirche H.B. in Österreich

- Liechtenstein:

1. Evangelische Kirche im Fürstentum Liechtenstein

- Luxemburg:

1. Evangelische Kirche von Luxemburg

- Schweiz:

1. Reformierte Landeskirche Aargau
2. Evangelisch-reformierte Kirche des Kantons Basel-Landschaft
3. Evangelisch-reformierte Kirche Basel-Stadt
4. Evangelisch-reformierte Kirche Kanton Schaffhausen
5. Evangelisch-reformierte Kirche des Kantons St. Gallen

Am 31. Mai 2008 hat sich die KKR, deren Mitglieder alle auch Mitglieder der GEKE sind, in Paris als Regionalgruppe der Gemeinschaft Evangelischer Kirchen in Europa neu konstituiert. Sie sieht als eine ihrer Hauptaufgaben die Diskussion und Durchsetzung sozialethischer und Menschenrechtsthemen. 2009 hob die KKR Religionsfreiheit als ein Menschenrecht hervor und erklärte – mit Blick auf muslimisch und christlich geprägte Länder: Den Religionsgemeinschaften muss der „Bau und die Nutzung würdiger und angemessener Kultorte erlaubt“ sein.

## Organisation
Präsident der Vereinigung ist Christian Albecker, Präsident der Union Protestantischer Kirchen von Elsass und Lothringen, Generalsekretär ist Pfarrer Rudolf Ehrmantraut und Exekutivsekretär ist Pfarrer Sören Lenz, der auch das Büro der Konferenz Europäischer Kirchen in Straßburg leitet.